# Tetraplegie
Die Tetraplegie (von altgriechisch τετρα- tetra-, „vier-“ und πληγή plēgḗ, „Schlag, Lähmung“) ist eine Form der Querschnittlähmung, bei der alle vier Gliedmaßen, also sowohl Beine als auch Arme, betroffen sind. Seltener werden auch die Begriffe „Quadriplegie“ oder „Tetraparalyse“ verwendet. Die Folge ist eine schwere Behinderung.

## Ursachen
Ursache ist meist eine schwere Schädigung des Rückenmarks im Halswirbelbereich. Sie kann traumatisch, durch einen Tumor, eine Infektions- oder Erbkrankheit, Entzündungen anderer Genese oder idiopathisch bedingt sein:
- Trauma (ca. 60 % aller Fälle)
- Kinderlähmung (spinale Kinderlähmung, zerebrale Kinderlähmung)
- Polyneuritis, Polyradiculoneuritis und Polyneuropathien
- Syringomyelie
- Thrombose der Arteria spinalis anterior oder Arteria basilaris
- Osteoporose[1]
- Multiple Sklerose
- Sepsis

## Folgen
Bei einer Querschnittlähmung werden Nervenleitungen im Rückenmark unterbrochen. Zwischen dem Gehirn und den übrigen Teilen des Körpers werden elektrische Nervenimpulse teilweise nicht mehr übertragen. Die Folge ist: Es fallen all jene Körperfunktionen aus, die von Bereichen des Rückenmarks unterhalb der Verletzung gesteuert werden. Unterschieden wird zwischen kompletter und inkompletter Lähmung. Bei der vollständigen Quetschung oder Zerstörung der Neuronen besteht sensibel wie motorisch keine Funktion mehr. Die Betroffenen spüren weder Schmerz noch Berührung oder Druck. Sie können auch nicht zwischen heiß und kalt unterschieden.
Bei 50 % bis 60 % der Fälle liegt eine inkomplette Lähmung vor. So können motorische oder sensorische Kontrolle auch unterhalb des Lähmungsniveaus noch ganz oder teilweise vorhanden sein. Eine schwere Einschränkung der Lebensqualität kann durch Schmerzen oder Missempfindungen im Grenzbereich der Lähmung oder darunter verursacht werden. Diese werden als brennend, stechend oder pochend beschrieben und können permanent oder nur bei einer Reizung auftreten. Seltener kann ein beidseitiger Ausfall übergeordneter Zentren im Gehirn (oberes Motoneuron, motorischer Cortex), beispielsweise durch einen Schlaganfall, eine Tetraparese auslösen. Letztlich bedeutet dies einen Ausfall der die Arm- und Beinmuskulatur innervierenden Nerven (Plexus brachialis, Plexus lumbosacralis) und von Blase, Mastdarm und Sexualfunktion sowie den generellen Verlust der Muskelkontrolle und Sensibilität unterhalb der Rückenmarksschädigung.
Die Funktionsausfälle sind abhängig von der Schwere der Verletzung und dem betroffenen Rückenmarksegment. Wenn der Bereich der Halswirbelsäule (Zervikalmark; Halswirbel C1 bis C7) betroffen ist, sind beide Arme und Beine von Lähmungen betroffen. Bei Verletzungen oberhalb des 4. Halswirbels (C4) ist auch das Zwerchfell gelähmt, das heißt, die Betroffenen können nur mit apparativer Unterstützung atmen.
Bei der Tetraplegie ist die Ausbildung einer Funktionshand besonders wichtig, denn der Betroffene kann die Hand- und Fingerfunktion nicht mehr steuern. Wenn die Hand und die Finger nicht behandelt werden, kommt es innerhalb von drei Monaten zu Verformungen, und Hand und Finger wären im Alltag kaum noch einsetzbar. Etwas zu greifen, bliebe unmöglich. Zur Ausbildung einer Funktionshand werden Sehnen und Bänder absichtlich verkürzt. Dies geschieht nicht unkontrolliert, sondern zielgerichtet durch eine bestimmte Lagerung. Ist die Funktionshand ausgebildet, kann der Betroffene damit Dinge greifen (z. B. einen Löffel oder einen Stift). Die Beugesehnen der Finger geraten unter Druck, wenn das Handgelenk aktiv gestreckt, also der Handrücken nach oben gezogen wird, und die Hand schließt sich zur Faust. Der Faustgriff ist nicht fest, aber ausreichend, um einige sehr nützliche Handgriffe ausführen zu können.
Bei einer Verletzung unterhalb der Halswirbel, der Paraplegie, können die Betroffenen Arme und Hände noch bewegen, die Beine sind jedoch gelähmt. Ist das Rückenmark im Brustsegment (Thorakalmark; Th1–Th8) geschädigt, sind auch Teile der Rumpfmuskulatur gelähmt. Die Sexualfunktion ist statistisch gesehen bei männlichen Tetraplegikern seltener und in geringerem Ausmaß eingeschränkt als bei Paraplegikern (Lähmung in den unteren Extremitäten). Der Begriff Paraplegie wird häufig auch als Oberbegriff verwendet, der die Tetraplegie beinhaltet.
In der Regel ist ein Mensch mit Tetraplegie auf umfassende Pflege und ständige Hilfestellung durch persönliche Assistenz anderer Menschen angewiesen.

## Verbände
Gemeinnützige Gesellschaften, die sich dieser Krankheit widmen:
- Deutschsprachige Medizinische Gesellschaft für Paraplegie
- Schweizer Paraplegiker-Vereinigung